# Illa des Conills
Illa des Conills är en ö i Spanien.   Den ligger i regionen Balearerna, i den östra delen av landet, 600 km öster om huvudstaden Madrid. Arean är 1,5 kvadratkilometer.
Terrängen på Illa des Conills är platt. Öns högsta punkt är 107 meter över havet. Den sträcker sig 1,7 kilometer i nord-sydlig riktning, och 1,5 kilometer i öst-västlig riktning.